# Hydropsyche cyrnotica
Hydropsyche cyrnotica är en nattsländeart som beskrevs av Lazar Botosaneanu och Giudicelli 1981. Hydropsyche cyrnotica ingår i släktet Hydropsyche och familjen ryssjenattsländor. Inga underarter finns listade i Catalogue of Life.